# Miguel Vila Luna
Miguel Eduardo "Micky" Vila Luna (Santiago de los Caballeros, 7 de julio de 1943 - Santo Domingo, 1 de abril de 2005) fue un arquitecto y pintor de la República Dominicana.

## Biografía
Miguel Vila Luna nació en Santiago de los Caballeros, República Dominicana en el 7 de julio de 1943. Sus padres fueron Ramón Vila Piola, quien lideró una revuelta contra el dictador Rafael Leónidas Trujillo Molina junto a Juan Isidro Jimenes Grullón en 1934, y Ana Gregoria Luna. Vila fue un individuo vinculado al diseño, a aspectos de confort decorativo, al trabajo pictórico, pero a partir de la formación de la arquitectura y arriba de todo, a la sensibilidad cultivada que se formó en las raíces de su vida familiar. Después de su temprana formación en el área de pintura con Rafael Arzeno, tomó una carrera artística en un curso de arte en la Universidad de Puerto Rico y se graduó como arquitecto en la Universidad Católica de América, Washington D. C. También asistió a la American University y a École Américaine des Beaux-Arts en el Palais de Fontainebleau en Francia. Murió el 1 de abril de 2005 en Santo Domingo, República Dominicana.

## Desarrollo arquitectónico
Miguel Vila Luna fue introducido oficialmente durante los llamados "doce años de Balaguer", de 1966 a 1978, que marcan el territorio dominicano como una etapa ineludible en el desarrollo de la arquitectura nacional y el urbanismo. Joaquín Balaguer, expresidente del país, pudo escoger bien, en esta etapa, a sus arquitectos. La lista de proyectos pendientes designados para varios arquitectos específicos era larga y abundante. Miguel Vila dirigió un nuevo estilo entre los profesionales dominicanos, en el que se dedicó a la disciplina de la inclusión del paisaje en los edificios. Después de las dos reelecciones de Balaguer, su control sobre la arquitectura se redujo. Además, la escena arquitectónica interaccional cambia drásticamente. Una nueva generación de posmodernidad surge incluyendo arquitectos como Miguel Vila, Plácido Piña, Henry Carbonell, Angel Giudicelli, Oscar Imbert, Gustavo Luis "Cuquito" Moré, Tácito Cordero, entre otros.
Durante esos años, Miguel Vila, con su inigualable liderazgo entre los arquitectos más jóvenes, produjo una serie de obras privadas que impusieron parte de las pautas estéticas del postmodernismo. Vila, cuyo trabajo se inició a principios de los años setenta bajo las leyes de la arquitectura moderna, penetró poco a poco en el estudio de la arquitectura regional hasta su entusiasta apego a la arquitectura historicista, desde donde desarrolló múltiples propuestas que produjeron un ambiente entero de innovaciones en el escenario nacional. Convencido de la fortaleza estética de la arquitectura como un elemento clave en la mejora de la cualidad de vida, Miguel Vila desarrolló un trabajo particular para el espacio y las capacidades formales, el cual era avanzado para su propio tiempo. Sus trabajos se convirtieron en referencias para los arquitectos de la época que reprodujeron sus criterios de integración de la arquitectura con el exterior. La secuencia, la categorización espacial y la riqueza de recursos decorativos fueron establecidos por Vila como motivadores para la convivencia. Su tratamiento de las paredes en las que rechazaba los bordes y enmarcaba las lagunas formaba parte de su lenguaje, el cual fue utilizado por toda una generación después de él. Sus seguidores se convirtieron, más tarde, en protagonistas de la arquitectura internacional comprometidos con sus soluciones tropicales.
Desde su inauguración, Casa de Campo, un resort en el país caribeño, ha sufrido cambios significativos en su concepto original de la arquitectura. Los diseños de Miguel Vila, Roberto Copa, William Cox, Rafael Eduardo Selman, Jose Horacio Marranzini y su hijo Alejandro han sido importantes en su desarrollo.

## Estilo artístico
En 1963, sus obras pictóricas aparecieron en la XI Bienal Nacional. En 1979, Micky llevó a cabo su primera exposición que se celebró en París, en la galería Ives Brun. Dirigió un movimiento con el poeta Manuel Antonio Rueda González que ofrecía los siguientes rasgos: una pluralidad de lecturas de la obra, participación activa en la interpretación del espectador, inseparabilidad de color y forma, integración de elementos universales y locales, y motivaciones al plástico y a las psico-filosofías. Su movimiento artístico del futurismo era rico en seguidores. Sus obras reflejan el futurismo y son abundantes en brillantes composiciones de color y movimiento.